# Goldschlüsselrennen

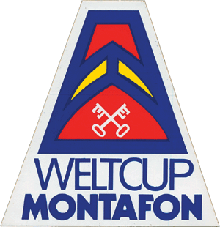
Logo

Die Goldschlüsselrennen waren internationale Skirennen der Damen, die von 1963 bis 1983 im Montafon im österreichischen Bundesland Vorarlberg abgehalten wurden.

## Name

Wappen des Tales Montafon

Zwei gekreuzte goldene Schlüssel bekunden die Zugehörigkeit zur Talschaft Montafon: Dieses Symbol als Landessiegel wird seit dem frühen 15. Jahrhundert eingesetzt und ist auf vielen Ortswappen der Region wieder zu finden (z. B. Schruns). Daher wählten die Veranstalter als Bezug zum Veranstaltungsort den Namen „Goldschlüsselrennen“.

## Geschichte
Der 1949 gegründete Skiclub Montafon organisierte bereits in den 1950er Jahren die Internationalen Montafoner Zweipisten-Rennen, bei denen Männer und Frauen zwei verschiedene Abfahrten vom Hochjoch (mit Ziel in Schruns) und auf Grabs (mit Ziel in Tschagguns) bewältigen mussten. Prominente Teilnehmer waren u. a. die Olympiasieger Stein Eriksen, Henri Oreiller und Othmar Schneider.
Vom 14. bis zum 17. Jänner 1963 fanden erstmals internationale FIS-Damen-Skirennen unter der Bezeichnung Montafoner Goldschlüsselrennen statt. Die Wettbewerbe wurden fortan alle zwei Jahre ausgetragen. Bei den ersten beiden Ausgaben wurde zusätzlich zu Abfahrt, Slalom und Kombination auch ein Riesenslalom gefahren.
Ab 1967 fanden die Goldschlüsselrennen im Rahmen des neu eingeführten Weltcups statt. Anfangs wurde auf Grabs, von 1971 bis 1975 auf der Kapellabfahrt vom Hochjoch und ab 1977 auf dem Golm gefahren.

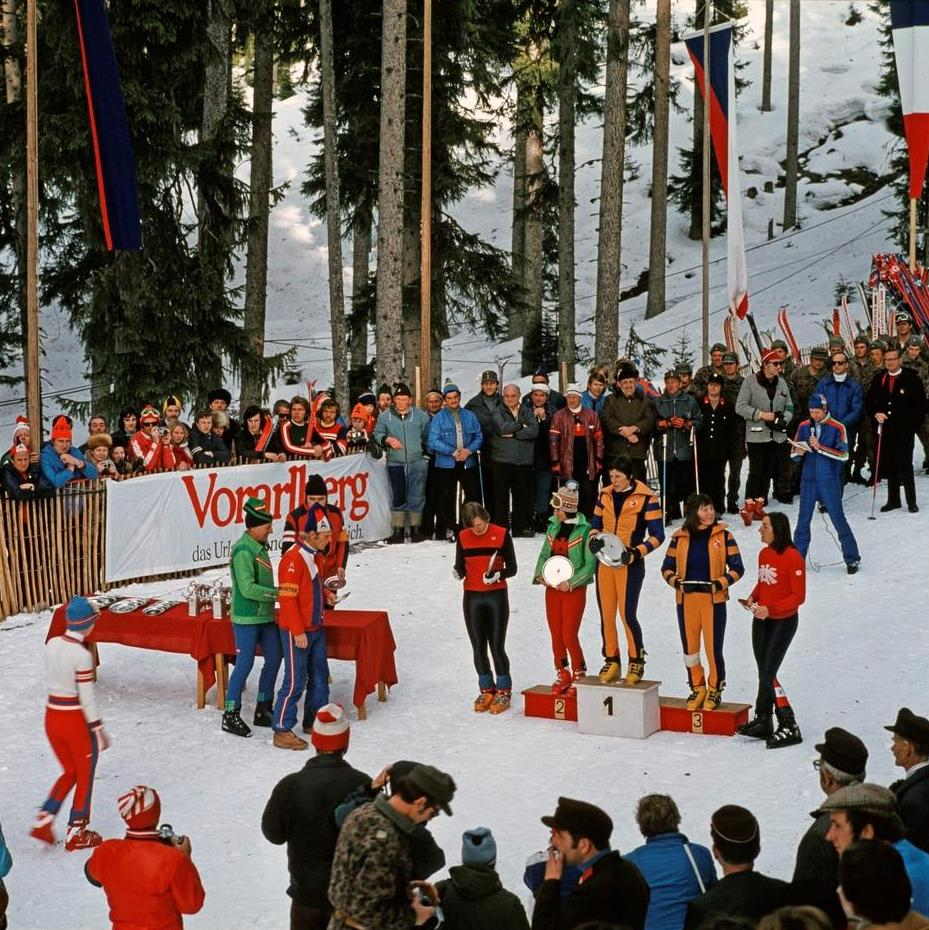
Siegerehrung der Kapellabfahrt vom Hochjoch 1975:
1. Bernadette Zurbriggen, 2. Ingrid Schmid-Gfölner, 3. Marie-Theres Nadig

1963 sorgte Erika Netzer aus St. Gallenkirch für den ersten und zugleich letzten Montafoner Heimsieg. In den späteren Jahren trugen sich bekannte Namen wie Rosi Mittermaier, Annemarie Moser-Pröll, Bernadette Zurbriggen und Hanni Wenzel gleich mehrfach in die Siegerlisten ein. Die Rekordsiegerin ist die Französin Marielle Goitschel mit sechs Siegen.
1975 erregte die damals 16-jährige Nicola Spieß viel Aufsehen, da sie aufgrund der schlechten Sichtverhältnisse mit Startnummer 1 nach wenigen Fahrtsekunden bei der Abfahrt in Schruns abschwang. Marie-Theres Nadig und die US-Läuferin Cindy Nelson gingen anschließend auf die Piste, sahen die am Streckenrand stehende Spieß und blieben ebenso stehen. Der Abbruch auf der Kapellabfahrt war die logische Folge. Die Wiederholung des Rennens am 16. Jänner konnte dann die Schweizerin Bernadette Zurbriggen für sich entscheiden.

### Boykott 1983
1983 gab es einen Skandal. Nachdem die Ersatz-Abfahrt für Pfronten und der Slalom planmäßig durchgeführt worden waren, kam es zu einem umstrittenen Boykott der eigentlichen Goldschlüssel-Abfahrt: Obwohl die Rennjury die Durchführung der Abfahrt beschlossen hatte, fanden sich zum Start nur die Teams aus Kanada, Liechtenstein, Österreich und der Sowjetunion ein, während alle anderen bereits abgereist waren, nachdem sie aus taktischen Gründen auf die Teilnahme verzichtet hatten. Durch den entstandenen Schaden entschieden sich die Verantwortlichen aus Politik und Fremdenverkehr dazu, keine Weltcuprennen mehr zu veranstalten und die Ära der Montafoner Goldschlüsselrennen ging somit zu Ende.
In den folgenden Jahren misslangen Bestrebungen, den Herren-Weltcup ins Montafon zu holen.
Im Winter 1991/92 kehrte der Damen-Weltcup mit Abfahrt, Slalom und Kombination noch einmal zurück nach Tschagguns. Die Wettbewerbe fanden auf der nach der Montafonerin Anita Wachter umbenannten Anita Wachter-Weltcupstrecke auf dem Golm statt.
Seitdem fanden regelmäßig FIS-Rennen und Europacup-Wettbewerbe, aber keine Weltcuprennen mehr im Montafon statt. Die Region verfügt zurzeit über keine weltcuptaugliche Rennstrecke.

## Siegerliste
| Nr. | Datum             | Piste  | Abfahrt               | Slalom              | Kombination 1         | Riesenslalom       |
| --- | ----------------- | ------ | --------------------- | ------------------- | --------------------- | ------------------ |
| 11  | 14. - 22. 1. 1983 | Golm   | Doris De Agostini 2   | Anni Kronbichler    | Olga Charvátová 3     | –                  |
| 10  | 12. - 13. 1. 1981 | Golm   | Doris De Agostini     | Erika Hess          | Hanni Wenzel          | –                  |
| 9   | 23. - 26. 1. 1979 | Golm   | Annemarie Moser-Pröll | Lea Sölkner         | Annemarie Moser-Pröll | –                  |
| 8   | 14. - 18. 1. 1977 | Golm   | Bernadette Zurbriggen | Lise-Marie Morerod  | Hanni Wenzel          | –                  |
| 7   | 15. - 16. 1. 1975 | Kapell | Bernadette Zurbriggen | Christa Zechmeister | Annemarie Moser-Pröll | –                  |
| 6   | 1. - 2. 1973      | Kapell | Annemarie Moser-Pröll | Rosi Mittermaier    | Wiltrud Drexel        | –                  |
| 5   | 18. - 21. 1. 1971 | Kapell | Michèle Jacot         | Betsy Clifford      | Wiltrud Drexel        | –                  |
| 4   | 15. - 16. 1. 1969 | Grabs  | Wiltrud Drexel        | Rosi Mittermaier    | Annie Famose          | –                  |
| 3   | 18. - 19. 1. 1967 | Grabs  | Marielle Goitschel    | Marielle Goitschel  | Marielle Goitschel    | –                  |
| 2   | 19. - 22. 1. 1965 | Grabs  | Christl Haas          | Marielle Goitschel  | Marielle Goitschel    | Marielle Goitschel |
| 1   | 14. - 17. 1. 1963 | Grabs  | Traudl Hecher         | Marianne Jahn       | Erika Netzer          | Marianne Jahn      |

Anmerkungen:
1 Die Kombinationen 1975, 1977, 1979 und 1983 wurden als Weltcuprennen gewertet.
2 Doris de Agostini gewann am 14. Jänner 1983 auf dem Golm die Ersatz-Abfahrt für Pfronten. Die boykottierte Goldschlüssel-Abfahrt wurde am 22. Jänner in Megève nachgetragen und von Elisabeth Kirchler gewonnen.
3 Die Kombination 1983 bestand aus dem Slalom auf dem Golm am 15. Jänner und der ersten Abfahrt von Megève am 21. Jänner.